# Hömberg
Hömberg è un comune della Renania-Palatinato, in Germania.
Appartiene al circondario del Reno-Lahn ed è parte dell'unione intercomunale di Bad Ems-Nassau.